# Micreumenes brevicornis
Micreumenes brevicornis är en stekelart som beskrevs av Gusenleitner 2005. Micreumenes brevicornis ingår i släktet Micreumenes och familjen Eumenidae. Inga underarter finns listade i Catalogue of Life.